# Mistrzostwa świata w szachach 1969

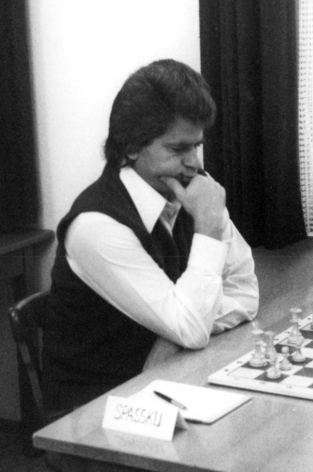
Mistrz świata 1969,
Borys Spasski

Drugi mecz pomiędzy aktualnym mistrzem świata - Tigranem Petrosjanem, a zwycięzcą meczów pretendentów, Borysem Spasskim, rozegrany w Moskwie w dniach 14 IV - 17 VI 1969 r. pod egidą FIDE.

## Zasady
Pojedynek miał składać się z 24 partii. Mistrzem świata zostać miał ten z zawodników, który uzyska więcej punktów. W przypadku remisu tytuł zachowywał Petrosjan.

## Przebieg meczu
Mecz ten miał bardziej zacięty przebieg niż pierwszy. Petrosjan wygrał I partię, Spasski IV i V, a później VIII. Petrosjan wyrównał wygrywając X i X. Po dłuższej serii remisów Spasski wygrał partię XVII w długiej, trudnej końcówce oraz XIX - po 24 posunięciach. Petrosjan wygrał XX, Spasski XXI, ostatnie dwie zakończyły się dającym Spasskiemu mistrzostwo remisami.

## Wyniki w poszczególnych partiach
|                  | 1 | 2 | 3 | 4 | 5 | 6 | 7 | 8 | 9 | 10 | 11 | 12 | 13 | 14 | 15 | 16 | 17 | 18 | 19 | 20 | 21 | 22 | 23 | Punkty |
| ---------------- | - | - | - | - | - | - | - | - | - | -- | -- | -- | -- | -- | -- | -- | -- | -- | -- | -- | -- | -- | -- | ------ |
| Borys Spasski    | 0 | ½ | ½ | 1 | 1 | ½ | ½ | 1 | ½ | 0  | 0  | ½  | ½  | ½  | ½  | ½  | 1  | ½  | 1  | 0  | 1  | ½  | ½  | 12½    |
| Tigran Petrosjan | 1 | ½ | ½ | 0 | 0 | ½ | ½ | 0 | ½ | 1  | 1  | ½  | ½  | ½  | ½  | ½  | 0  | ½  | 0  | 1  | 0  | ½  | ½  | 10½    |